# اچ‌ام‌اس سیردار (پی۲۲۶)
اچ‌ام‌اس سیردار (پی۲۲۶) (به انگلیسی: HMS Sirdar (P226)) یک زیردریایی بود که طول آن ۲۱۷ فوت (۶۶ متر) بود. این زیردریایی در سال ۱۹۴۳ ساخته شد.